# Xã Ottawa, Quận LaSalle, Illinois
Xã Ottawa (tiếng Anh: Ottawa Township) là một xã thuộc quận LaSalle, tiểu bang Illinois, Hoa Kỳ. Năm 2010, dân số của xã này là 11.766 người.